# Jucancistrocerus subnitens
Jucancistrocerus subnitens är en stekelart som först beskrevs av Moravitz 1895.  Jucancistrocerus subnitens ingår i släktet Jucancistrocerus och familjen Eumenidae. Inga underarter finns listade i Catalogue of Life.